# Todiramphus ruficollaris
Todiramphus ruficollaris là một loài chim trong họ Alcedinidae.